# Tiébon
Tiébon, également appelé Dimbo, est une localité située dans le département de Djigoué de la province du Poni dans la région Sud-Ouest au Burkina Faso.

## Géographie
Tiébon se trouve à environ 12 km au sud du chef-lieu Djigoué, à la frontière entre le Burkina Faso et la Côte d'Ivoire sans en constituer un point de passage.

## Santé et éducation
Le centre de soins le plus proche de Tiébon est le centre de santé et de promotion sociale (CSPS) de Djigoué tandis que le centre médical avec antenne chirurgicale (CMA) de la province se trouve à Gaoua.